# 崔民
崔民（韓語：최민，1989年7月6日—），吉林省延边州汪清县人，中国朝鲜族足球运动员，司职后卫。

## 生平
崔民于1989年7月6日出生于中国吉林省延边朝鲜族自治州汪清县。2008年6月14日，中甲联赛第10轮延边队主场迎战南京有有，上调一线队后的崔民终于迎来了职业生涯的首秀。2011年在延边队不受重用的崔民加盟重庆力帆，转会费仅30万人民币。2013年，崔民回归延边队。在2015赛季，崔民与队友一起缔造了21轮不败的奇迹，帮助球队赢得中甲联赛冠军。2016年3月5日，崔民在延边富德队对阵上海申花队的比赛中首发出场，完成了自己在中超联赛的首秀。
2017年1月，崔民首次入选中国国家足球队，随队参加了2017年中国杯，迎来国家队首秀，于比赛结束后加盟深圳佳兆业足球俱乐部。